# Rivière du Sud-Ouest
Rivière du Sud-Ouest är ett vattendrag i Kanada.   Det ligger i provinsen Québec, i den sydöstra delen av landet, 210 km öster om huvudstaden Ottawa.
Trakten runt Rivière du Sud-Ouest består till största delen av jordbruksmark. Runt Rivière du Sud-Ouest är det ganska tätbefolkat, med 54 invånare per kvadratkilometer.